# اليمن الديمقراطي
اليمن الديمقراطي، أو رَسْمِيًّا جمهورية اليمن الديمقراطية الشعبية، وعرفت في الفترة بين ١٩٦٧ و ١٩٧٠ باسم جمهورية اليمن الجنوبية الشعبية،  أو اليمن الجنوبي كاختصار، كانت دولة ماركسية-لينينية سابقة بنظام الحزب الواحد، وكانت الدولة الشيوعية الوحيدة في الشرق الأوسط والعالم العربي. اتحدت مع الجمهورية العربية اليمنية لتكوين الجمهورية اليمنية في 22 مايو 1990. كانت تضم جنوب وشرق محافظات الجمهورية اليمنية الحالية، بما في ذلك جزيرة سقطرى. يحدها من الشمال الغربي الجمهورية العربية اليمنية، ومن الشمال المملكة العربية السعودية، ومن الشمال الشرقي سلطنة عمان، ومن الجنوب الشرقي بحر العرب، ومن الجنوب الغربي خليج عدن. كانت عاصمتها وأكبر مدنها هي عدن.
ترجع أصول اليمن الجنوبي إلى عام 1874 مع إنشاء مستعمرة عدن البريطانية و محمية عدن التي كانت تتألف من ثلثي مساحة اليمن الحالي. قبل عام 1937، كانت مستعمرة عدن التي أصبحت فيما بعد مستعمرة عدن تُحكم كجزء من الهند البريطانية، في البداية كـ مستوطنة عدن التابعة لـ محمية عدن ثم كمقاطعة تابعة لـرئاسة بومباي ثم كمقاطعة تابعة لرئيس المفوضين. بعد انهيار محمية عدن، أُعلنت حالة الطوارئ في عدن في عام 1963، عندما تمردت الجبهة القومية للتحرير (NLF) و جبهة تحرير جنوب اليمن المحتل (FLOSY) ضد الاستعمار البريطاني. تمت الإطاحة ب اتحاد الجنوب العربي ومحمية الجنوب العربي لتصبح جمهورية اليمن الجنوبية الشعبية في 30 نوفمبر 1967.
في 22 حزيران/يونيو 1969، أطاح الفصيل الماركسي اللينيني التابع لجبهة التحرير الوطني بقيادة عبد الفتاح إسماعيل وسالم ربيع علي بالرئيس قحطان محمد الشعبي في انقلاب داخلي غير دموي أطلق عليه فيما بعد الحركة التصحيحية. أدى استيلاء الماركسيين اللينينيين على السلطة في وقت لاحق إلى إنشاء الحزب الاشتراكي اليمني، وتحول جنوب اليمن إلى الحزب الواحد. تم تغيير الاسم الرسمي للدولة بعد عام من الإصلاحات إلى جمهورية اليمن الديمقراطية الشعبية (PDRY)، وتمكنت من إقامة علاقات قوية مع كوبا وألمانيا الشرقية وكوريا الشمالية والصين والاتحاد السوفيتي. وعلى الرغم من الجهود التي بذلتها لتحقيق الاستقرار في المنطقة، إلا أنها تورطت في حرب أهلية قصيرة في عام 1986. اتحد اليمن الديمقراطي بـالجمهورية العربية اليمنية في 22 مايو 1990 لتشكل الجمهورية اليمنية الحالية.

## التاريخ

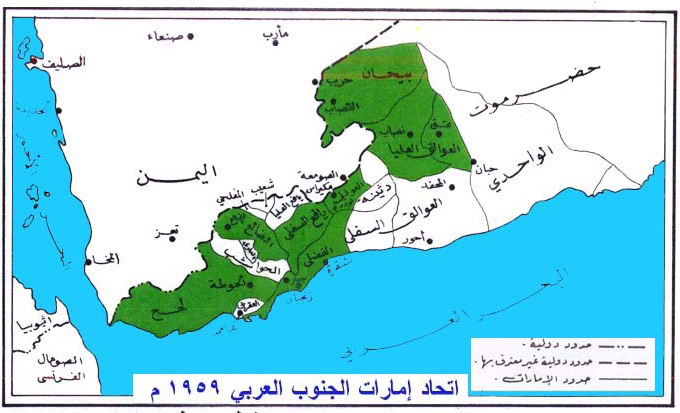
اتحاد إمارات الجنوب العربي عام 1959

النص الرسمي لاسم جمهورية اليمن الجنوبية الشعبية

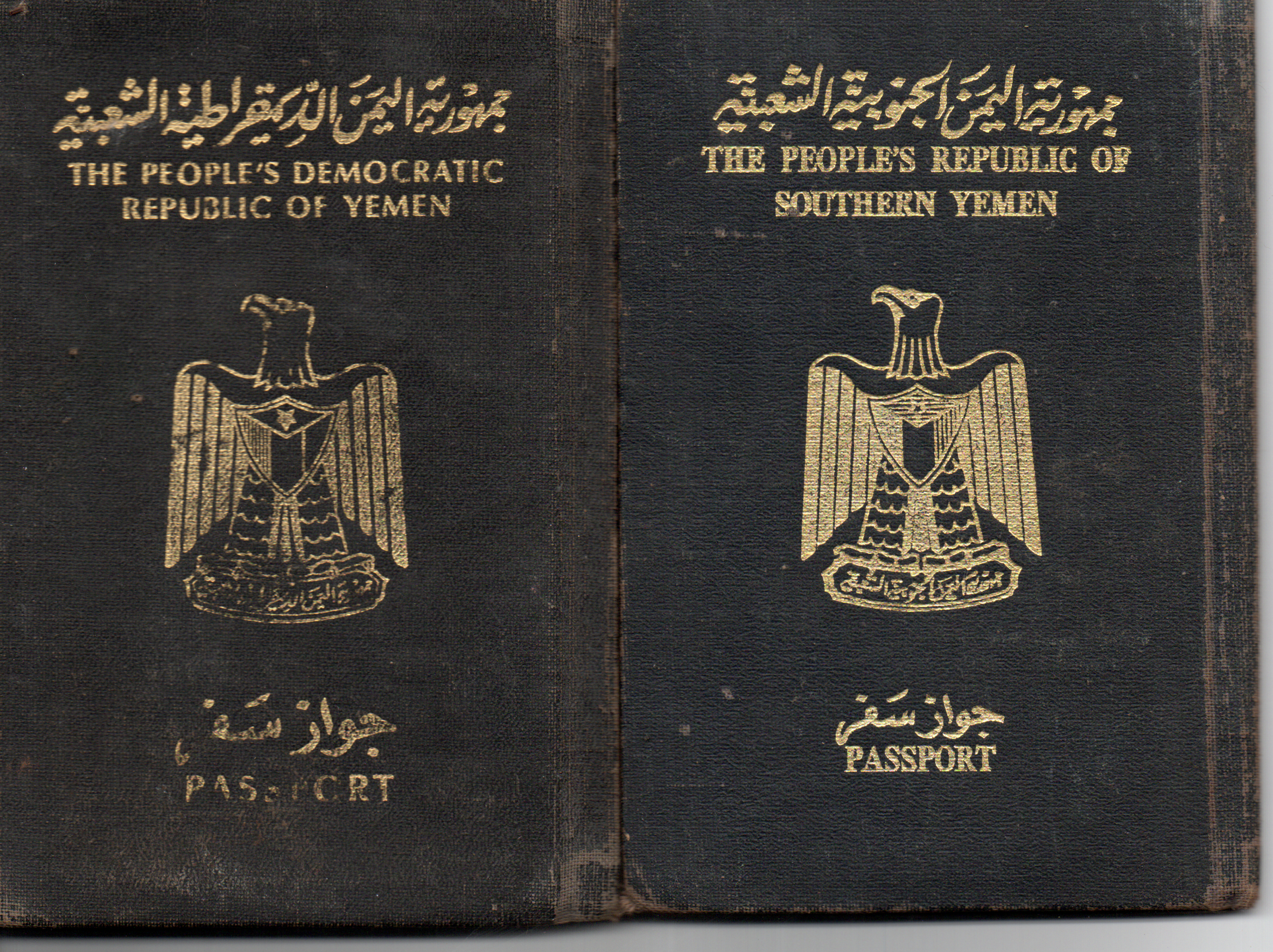
إصداران لجواز اليمن الجنوبي

عبارة شعار الرسمي لجمهورية اليمن الديمقراطية الشعبية

كانت عدن جزء من الاستعمار البريطاني من عام 1839 وحتى عام 1937. وفي عشرينيات القرن العشرين، أخذ الإنجليز بالتوسع وضم المشيخات المتعددة المحيطة بعدن لحمايتها، كان إجراءا احترازياً لمنع الأئمة الزيدية من اقتحام عدن أكثر من كونه رغبة منهم بضم المشيخات الصغيرة للإمبراطورية  في أواسط خمسينيات القرن العشرين، أدرك الإنجليز أنهم لن يستطيعوا إدارة المستعمرات واحتاجوا إلى وحدة سياسية مستقرة تبعد عدن عن الموجة القومية العربية التي اجتاحت المنطقة وتبقي لهم نفوذا وقدرة على إدارة عدن من لندن فأقاموا ماعُرف باتحاد إمارات الجنوب العربي عام 1959. لم ينجح المشروع لعدة أسباب أولها إصرار الإنجليز أن تكون عدن جزءاً من الكيان وهو ما رفضته النخبة التجارية المهيمنة على عدن وجلهم هنود وإيرانيين ويهود لإنهم كانوا يخشون على مستقبلهم من المشيخات  في المقابل كان زعماء المشيخات يخشون الإطاحة بهم لاحقاً أو أن يبقوا نفوذاً محدوداً بهيمنة النخبة العدنية المتعلمة التي كانت تضم عددا من غير المسلمين وعددا كبير من ذوي الأصول غير العربية  بالإضافة لاختلاف المشيخات حول هوية رئيس الاتحاد  ثم أقاموا اتحاد الجنوب العربي وبحلول 1965 كان أربع مشيخات من أصل واحد وعشرين قد إنضمت للإتحاد رفضت سلطنات حضرموت الانضمام لأي من الاتحادين. ظهرت عدة حركات مقاومة مثل الجبهة القومية للتحرير التي قتلت المندوب البريطاني السامي كينيدي تريفسكيس في 10 ديسمبر 1963 وفجرت ثورة 14 أكتوبر تأثرا ثورة 26 سبتمبر  وجبهة تحرير جنوب اليمن المحتل وكان الإنجليز قد أعلنوا أنهم سينسحبون عام 1968.
ظهرت الجبهة القومية للتحرير وجبهة تحرير جنوب اليمن المحتل في عقد الستينيات من القرن العشرين. حيث كان دعم الجبهة القومية للتحرير يأتي من الأرياف من ردفان ويافع والضالع بينما معظم أنصار جبهة تحرير جنوب اليمن المحتل كانوا من عدن. ذلك أن الانتماءات القبلية لعبت دوراً كبيراً في استقطاب الأنصار فقيادات الجبهة القومية للتحرير قدموا من داخل المشيخات المحمية ولم يكونوا مدعومين من المصريين في البداية، في حين كان جبهة تحرير جنوب اليمن المحتل تدير عملياتها من عدن وتتلقى دعماً من جمال عبد الناصر وهو ماجعلها تبدو بمظهر التابع للمصريين المروجة لأجندات ناصر داخل البلاد  عمليات هذه الفصائل ضد الإنجليز عرفت بثورة 14 أكتوبر. حاول الإنجليز التوصل لحل وسط مع هذه الجماعات ووجدوا أنفسهم يخوضون حربا على جبهتين، محاولة افشال الجمهورية في الشمال والفصائل المعادية للإنجليز في الجنوب 
بحلول عام 1965 كانت معظم المحميات الغربية قد سقطت بيد الجبهة القومية للتحرير. أما حضرموت، فقد بدت هادئة حتى العام 1966 ذلك أن التواجد الإنجليزي بها كان أقل من نظيره في المحميات الغربية  انضم علي سالم البيض وحيدر أبو بكر العطاس للجبهة القومية للتحرير في حضرموت ومنعوا سلاطين السلطنة الكثيرية والسلطنة القعيطية من دخول البلاد وسمحوا لسلطان سلطنة المهرة لكبره في السن وقُتل قائد جيش البادية الحضرمي من قبل أحد رجالة في نفس العام ولعب علي سالم البيض ومحمد سالم عكش دوراً كبيراً في جمع الأنصار لصالح الجبهة القومية للتحرير مستغلا شبه انعدام التواجد الإنجليزي في المهرة 
كان قحطان الشعبي الوحيد الذي يعرفه الإنجليز لإنه كان مهندساً زراعياً في مدينته لحج، عندما حاول الإنجليز التفاوض مع الجبهة القومية للتحرير، طالب قحطان بالانسحاب الفوري والاعتراف بشرعية حكومته وأن توفر الحكومة البريطانية مساعدات ضعف ما اقترحته للاتحاد وأن تكون كل الجزر المرتبطة بمحمية عدن جزءاً من الدولة الجديدة. بينما مطالب البريطانيين كانت تسليم  منظم  للسلطات، ألا تتدخل الدولة الجديدة في شؤون أي دولة في شبه الجزيرة العربية كان البريطانيون متفاجئين من وجود أشخاص اعتقدوا أنهم موالين لهم إلى جانب قحطان الشعبي خلال المفاوضات التي تمت في جنيف أعلن الإنجليز أنهم سينسحبون من عام 1968 وهو مافجر المعارك بين الجبهة القومية للتحرير وجبهة تحرير جنوب اليمن المحتل لاحتكار حق تقرير المصير بعد خروج الإنجليز.
كان للجبهة القومية للتحرير اليد العليا على حساب جبهة تحرير جنوب اليمن المحتل التي انقسم اعضائها مابين منضم للجبهة القومية أو الرحيل لشمال اليمن، رحل عبد الله الأصنج ومحمد باسندوة لشمال اليمن خرج آخر جندي بريطاني من عدن في 30 نوفمبر 1967 وتم ضم مشيخات المحمية الشرقية في حضرموت إلى الدولة الجديدة. أراضي اليمن الجنوبي وعرة وقاحلة وهي حقيقة لعبت دوراً في التطور الاجتماعي والثقافي والاقتصادي للجنوب عكس المناطق الشمالية لليمن، فتعدادهم عام 1967 لم يتجاوز المليوني نسمة بينما كان شمال اليمن يتجاوز الستة ملايين معظم سكان الجنوب يتركزون في المناطق الغربية في لحج وماحولها وهولاء وحدهم كانوا يشكلون أكثر من 60% من السكان، 10% كانوا من البدو الرحل تولى قحطان الشعبي رئاسة دولة لم توجد من قبل وباقتصاد منهار، غادر العمال المدنيين ورجال الأعمال وتوقف الدعم الإنجليزي وإغلاق قناة السويس عام 1967 قلل عدد السفن العابرة لعدن بنسبة 75% 
كانت الجبهة القومية للتحرير تحوي قرابة 4,000 عضو وعدد قليل من القادة تلقى تعليما جامعياً وكلهم بلا استثناء لم تكن لديهم خبرة بالحكم. كانت الجبهة منقسمة لقسمين يميني ويساري، اليمينيون وقائدهم قحطان الشعبي لم يريدوا احداث تغييرات كبيرة في البنية الاجتماعية والاقتصادية السائدة  واتخذوا موقفا متحفظاً تجاه «تحرير كل الأراضي العربية من الإستعمار، ودعم مقاومة الشعب الفلسطيني ومساندة الأنظمة الاشتراكية حول العالم لمقاومة الإمبريالية وقوى الإستعمار في العالم الثالث» كما كان يروج القسم اليساري من جبهة التحرير وعارضوا إنشاء قوات شعبية واقتراحات لتأميم الأراضي ولم يكونوا مشغولين بصراع الطبقات الاجتماعية فقحطان أراد إستمرار المؤسسات الموجودة وتطويرها القسم اليساري «أراد تحولاَ اجتماعيا واقتصاديا يخدم الشريحة الواسعة من الكادحين عوضا عن الأقلية الثرية» على حد تعبيرهم في 20 مارس 1968 عزل قحطان كل القيادات اليسارية من الحكومة وعضوية الحزب وتمكن من اخماد تمرد قادته فصائل يسارية في الجيش من شهر مايو نفس العام على صعيد آخر، في شهور يوليو وأغسطس وديسمبر من 1968 واجه قحطان الشعبي تمردات جديدة من أطراف يسارية  ذلك أن كل الدول العربية استقبلت الجبهة القومية للتحرير استقبالا بارداً فأنظمة مثل مصر أرادوا دمج الجبهة القومية مع جبهة تحرير جنوب اليمن المحتل  كان القسم اليساري أكثر عددا من أنصار قحطان الشعبي وأراد هولاء نظاما يقود الجموع ويواجه التحديات الكبيرة التي تواجه الدولة الجديدة أهمها إفلاس الخزينة.
في 11 ديسمبر 1967، تمت مصادرة أراضي «الرموز الإقطاعية وعملاء الإنجليز» وتم تقسيم الدولة لست محافظات، كان هدف التحرك إنهاء المظاهر القبلية في الدولة وتجاهل الحدود القبلية بين المشيخات البائدة  في 16 يونيو 1969، قام قحطان بفصل وزير الداخلية محمد علي هيثم ولكن الأخير بعلاقاته مع القبائل والجيش تمكن من التحالف مع محمد صالح العولقي وأعادوا تجميع القوى اليسارية التي فرقها الرئيس قحطان الشعبي وتمكنوا من اعتقاله ووضعه رهن الإقامة الجبرية في 22 يونيو من نفس العام  تم تشكيل لجنة رئاسية من خمسة أشخاص، سالم رُبيِّع علي الذي أصبح رئيسا ومحمد صالح العولقي وعلي عنتر وعبد الفتاح إسماعيل ومحمد علي هيثم الذي أصبح رئيسا للوزراء. اتخذت هذه المجموعة خطاً يساريا متطرفاً فأعلنت تأييدها للفلسطينيين ولثورة ظفار وقوت علاقتها مع الاتحاد السوفييتي، فقطعت ألمانيا الغربية علاقتها بالدولة لاعترافها بألمانيا الشرقية وقطعت الولايات المتحدة علاقتها كذلك في أكتوبر عام 1969 وقامت القوى الجديدة بإصدار دستور جديد، تأميم البنوك الأجنبية وشركات التأمين وغيروا اسم الدولة إلى جمهورية اليمن الديمقراطية الشعبية تماشيا مع منهج الماركسية اللينينية الذي انتهجوه. وتم تأسيس اقتصاد مخطط مركزيا 
ولكن كان لجنوب اليمن نظامه الخاص من الماركسية والذي خضع لعدد من الظروف والعوامل المحلية  فكانت الدولة الماركسية الوحيدة في العالم بدين رسمي وهو الإسلام  وكان دعم الاتحاد السوفييتي للنظام محدوداً وضئيلاً مقارنة بدول أخرى  ذلك لإن الاتحاد السوفييتي لم يكن يبحث عن انتصار ماركسي في جنوب اليمن، مصلحة موسكو الرئيسية كانت استخدام المرافق البحرية والجوية للنظام الحاكم في عدن  كان سالم ربيع علي يريد تبني منهجا عملياً أكثر وفق نصيحة الصينيين، وكان يريد علاقات طبيعية مع الدول الغربية بل في عهده تأسست العلاقات بين اليمن الجنوبي والسعودية عام 1976 كان الرئيس سالمين كما يُعرف، يطمع لمزيد من الدعم السوفييتي فعقد العلاقات مع السعودية أقلق السوفييت ودفعهم لزيادة المساعدات ولكن العلاقات مع السعودية توترت من جديد عام 1977 عقب اغتيال رئيس اليمن الشمالي إبراهيم الحمدي يُعتقد أن سالم ربيع علي دبر عملية اغتيال أحمد حسين الغشمي انتقاما لإبراهيم الحمدي خضع سالم ربيع علي لمحاكمة سريعة انتهت باعدامه وتولي عبد الفتاح إسماعيل رئاسة اليمن الجنوبي. العلاقات مع شمال اليمن توترت كثيراً أيام عبد الفتاح لدعمه المتواصل للفصائل المعارضة لعلي عبد الله صالح وكان أكثر دوغماتية ممن سبقه ونشطت العلاقات مع الاتحاد السوفييتي على نحو غير مسبوق، فقامت حرب الجبهة عام 1978 تدخل فيها الاتحاد السوفييتي والولايات المتحدة. أرادت الولايات المتحدة زيادة عدد قواتها في شبه الجزيرة العربية واستعملت عقيدة كارتر لتصوير الحرب بانها تهديد سوفييتي للمنطقة حتى تتمكن من زيادة عدد القوات دون الرجوع للكونغرس. فيما رأى علي عبد الله صالح في مبلغ 300 مليون دولار المقدم من الحكومة الأميركية كمساعدات عسكرية فرصة لتغيير طبيعة العلاقة بالسعودية والتي كانت دائماً تلعب دور الوسيط بين شمال اليمن والولايات المتحدة. في حين وجد الاتحاد السوفييتي في الحرب فرصة لتعزيز موقعه وتأثيره في المنطقة.

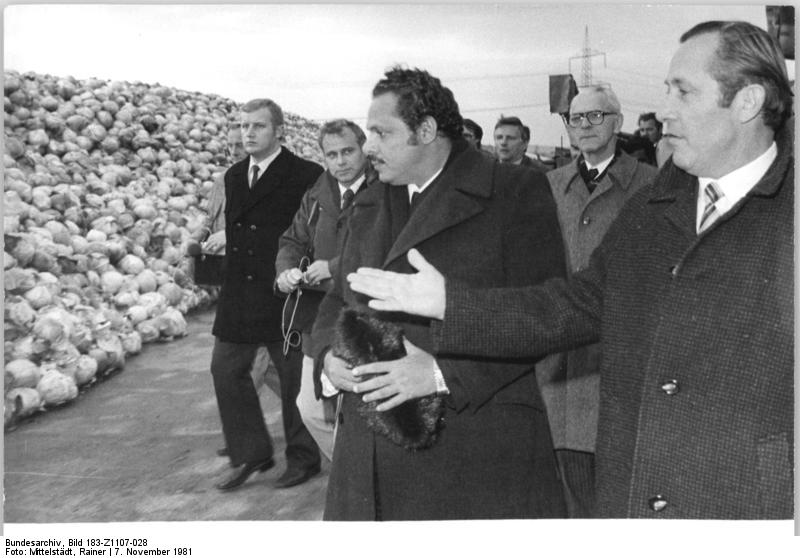
علي ناصر محمد في ألمانيا عام 1981

تمكن علي ناصر محمد من إجبار عبد الفتاح إسماعيل على الاستقالة لـ«أسباب صحية» ونفي إسماعيل إلى موسكو بعد أقل من سنتين على توليه الرئاسة  رغم منهج جمهورية اليمن الديمقراطية الشعبية وإزالتها للمظاهر القبلية، إلا أن القبيلة بقيت حية في السياسيين والعامة رغم تعرية مشايخ القبائل من سلطاتهم، فالمحاباة والمحسوبية القبلية والمناطقية بقيت في جنوب اليمن إذ كانت القوى السياسية تستدعي انتمائتها القبلية والمناطقية خلال الأزمات بل هي أصل حرب 1986 الأهلية  اتخذ علي ناصر محمد موقفا ايجابيا تجاه شمال اليمن ومجلس التعاون الخليجي واغلق معسكرات تدريب منظمة التحرير الفلسطينية.
في 13 يناير 1986 أقدم حراس علي ناصر محمد على مهاجمة المكتب السياسي للحزب الاشتراكي في عدن وهو مافجر حرب 1986 الأهلية في جنوب اليمن، كان ضحايا الهجوم من محافظتي لحج والضالع فأقدم عسكريون من هذه المحافظات على إستهداف أبناء محافظتي أبين وشبوة على أساس أنهم متعاونين مع علي ناصر محمد الذي هرب ونزح مئات الآلاف من المدنيين والعسكريين لشمال اليمن منهم عبد ربه منصور هادي  شكلت تلك الحرب نهاية حقيقية لجمهورية اليمن الديمقراطية الشعبية وتولى حيدر أبو بكر العطاس الرئاسة حتى 22 مايو 1990 واندماج اليمن الجنوبي مع اليمن الشمالي وقيام الجمهورية اليمنية.

## الجيش

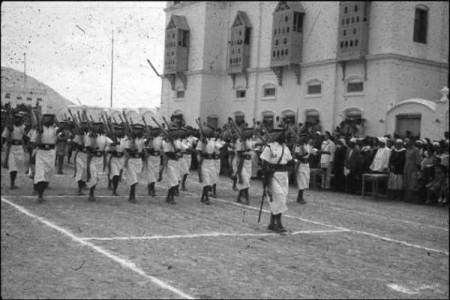
عرض عسكري لجيش البادية الحضرمي

في الشطر الجنوبي من اليمن لم يتقرر إنشاء أول تشكيل عسكري نظامي، في ظل الاحتلال البريطاني، إلا عام 1918م أي بعد مضي 79 عاماً على الاحتلال؛ تم إنشاء جيش محلي تحت مسمى «الكتيبة اليمنية الأولى» إلى جانب قوات الاحتلال البريطانية، تم تعيين القائد العسكري البريطاني الكولونيل نيل ليك قائداً للكتيبة اليمنية الأولى، وتكونت من أربعمائة جندي وضابط صف وضابط، ينتمون إلى جنوب اليمن وشماله. وبلغ عدد الضباط اليمنيون فيها ثلاثة عشر ضابطاً، ونسبة الجنود الشماليين إلى الجنوبيين 4:1 منذ إنشائها وحتى تسريحها من الخدمة عام 1925م، وذلك عقب قيام جنود شماليون في جزيرة ميون من الكتيبة بقتل الملازم لورانس عام 1923 حين علموا بالنوايا العدوانية الاستعمارية ضد الدولة اليمنية حديثة التكوين في الشطر الشمالي (المملكة المتوكلية اليمنية)، وغادر الجنود اليمنيون الجزيرة عقب عملية الاغتيال إلى منطقة الشيخ سعيد في باب المندب ومنها إلى شمال اليمن، الأمر الذي جعل البريطانيين يعيدون حساباتهم في ما يتعلق بإخلاص الجنود اليمنيين الشماليين لسلطات الاحتلال. في نفس الوقت الذي كان فيه إعداد «الجيش المظفر» في شمال اليمن ما يزال قائماً منذ 1919، قامت السلطات البريطانية عام 1928 بإنشاء عدد من القوات النظامية المحلية في أكثر من منطقة من مناطق الجنوب هي:
1. جيش محمية عدن (جيش الليوي).
2. البوليس المسلح في مستعمرة عدن.
3. الحرس القبلي (T.G).
4. الحرس الحكومي (G.G).
5. الجيش النظامي اللحجي.
6. جيش المكلا النظامي.
7. جيش البادية الحضرمي.
8. بعض التشكيلات العسكرية الصغيرة في المحميات الشرقية.

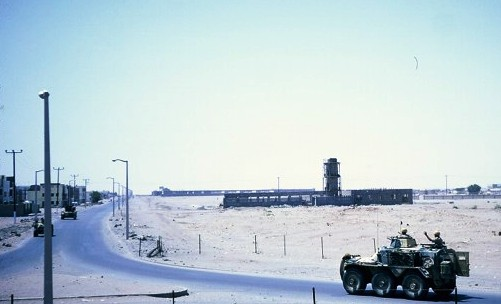
دورية بريطانية في الطريق الواصل بين المنصورة والشيخ عثمان في عدن عام 1966

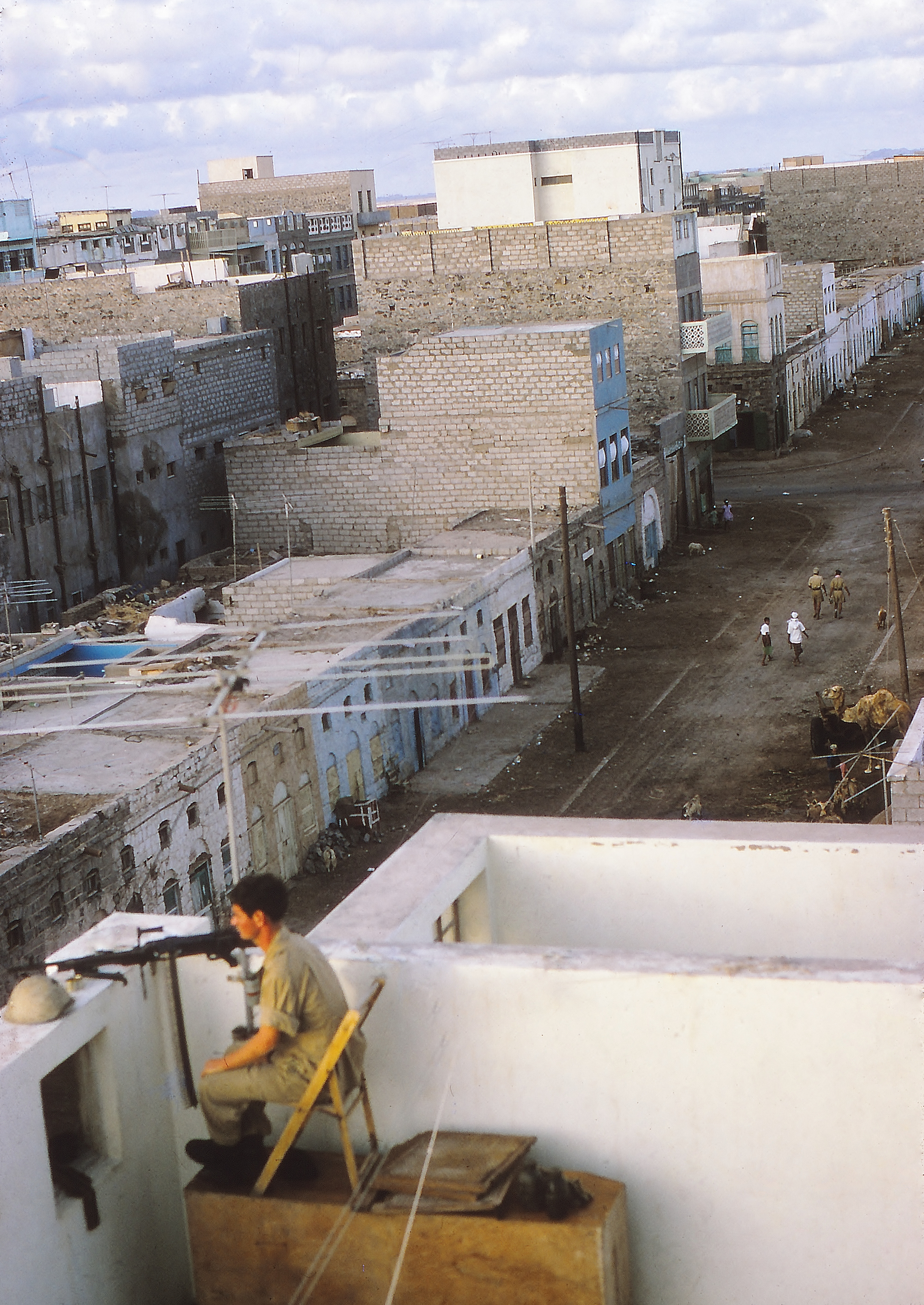
عدن، الشيخ عثمان 1967

ترتب على قيام ما سمي يومها باتحاد إمارات الجنوب العربي في فبراير 1959 أن تحول اسم جيش محمية عدن «الليوي» إلى «جيش الاتحاد النظامي»، ومن ثم إلى «جيش الجنوب العربي». وبناءً على ما تعهدت به بريطانيا، تشكلت للجيش الاتحادي قيادته الجنوبية، وكوادره من الضباط والصف. وفي 1962 صدر قانون تعريب قيادة الجيش الاتحادي من الجماعة وحتى الكتيبة فقط، مع وجود المستشارين العسكريين البريطانيين بالطبع. وتحولت تبعية ذلك الجيش، شكلياً، إلى وزارة الدفاع في حكومة الاتحاد، مع أن الواقع كان يقول يومها بأنه وقيادته تابعون حقيقةً لوزارة الدفاع البريطانية، من خلال ممثلها المباشر الحاكم العام في عدن. كما أن ميزانيته قد ظلت حتى عام 1964 تصرف من وزارة الدفاع في لندن، وحتى حين تحولت الميزانية إلى حكومة الاتحاد فإن مصدرها كان الحكومة البريطانية. وقد ارتفع عدد الضباط اليمنيين، بناءً على ذلك إلى "149" ضابطٍ مقابل "77" ضابطٍ بريطاني، كخطوة على طريق إحلال الضباط اليمنيين كليةً محل الإنجليز بناء على ما تضمنه القانون الجديد، وذلك في أمد أقصاه 1967م. وقد أوصى المجلس الأعلى للاتحاد في مذكرة بتاريخ 15 مارس 1965 بمنع التحاق أبناء شمال اليمن بجيش الجنوب، وتجميد أوضاع بعض من سبق لهم الانتساب إليه، والإحالة على التقاعد للبعض الآخر، وعدم ترقية من يبقى في الجيش. وقد وصلت الميزانية العسكرية في العام المالي 1964 - 1965 إلى أربعة ملايين دينار، وتم تزويد كتائب جيش الاتحاد النظامي في وقت لاحق ببعض المضادات الجوية، أما أسلحة التدعيم فكانت تؤمنها القوات البريطانية.
قبيل موعد الاستقلال، قررت الحكومة البريطاني بحسب توصية لجنة فينر إنشاء قوات جديدة ضمن قوام الجيش أهمها سلاحا الطيران والبحرية والمدفعية، وقد تعاقدت وزارة الدفاع في حكومة الاتحاد مع شركة أيروك سرفيس لمتد في لندن بتاريخ 27 سبتمبر 1967 على تزويد الجيش بعدد من الطائرات الحربية. وفي 28 مارس 1967 قرر المجلس الأعلى للاتحاد دمج «الحرس الاتحادي الأول» بـ «جيش الاتحاد النظامي» ليتشكل منهما ما عرف بـ «جيش الجنوب العربي» فيما جرى دمج الحرس الاتحادي الثاني بقوى الأمن ليتكون منهما «الشرطة الاتحادية»، ابتداء من 1 يونيو 1967. وتضمن القرار أن تكون التسميات الرسمية الجديدة بالنسبة للقوات المسلحة على النحو الآتي (جيش الجنوب العربي - سلاح طيران الجنوب العربي - بحرية الجنوب العربي).

### التحرر من الاحتلال

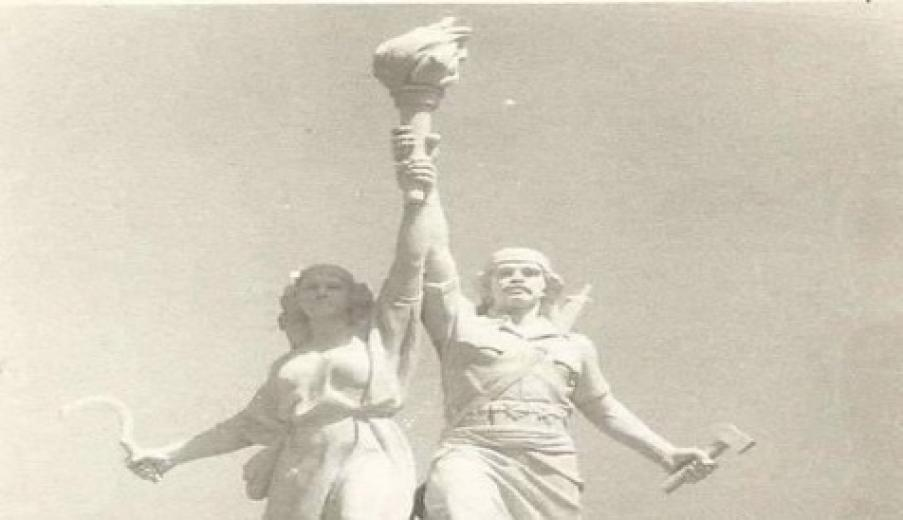

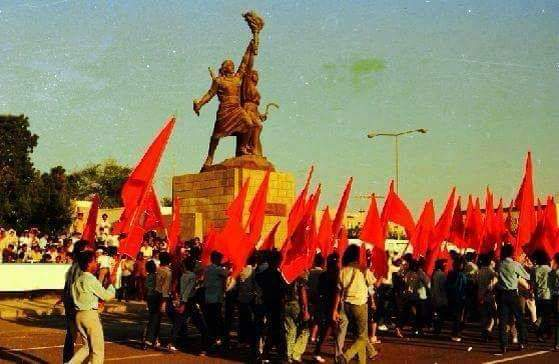
تمثال الحرية في ساحة العروض والذي دُمر بعد الوحدة اليمنية

تكررت المواقف الوطنية للجيش والقوى الأمنية الجنوبية في أكثر من موقف أبرزها انحياز جيش الليوي إلى جانب الجماهير الغاضبة في عدن في الصراع الذي حدث بين المواطنين الجنوبيين واليهود عام 1947، أي قبيل قيام الكيان الصهيوني في فلسطين بعام واحد، حينما بدأت خيوط المؤامرة الصهيونية العالمية تتضح، فقد زج المستعمرون البريطانيون بجيش الليوي ليقوم بفض الاشتباكات بعد فشل قوات الأمن، ولكن جنود وضباط الجيش انحازوا للشعب حينما تلقوا الأوامر بإطلاق النار على المواطنين، ووجهوا بنادقهم، صوب المستعمرين. ثم كان للجيش ذلك الموقف المشرف حين احتل الثوار مدينة عدن لمدة أربعة عشر يوما (20 يونيو -4 يوليو 1967) عقب تمرد قوات الشرطة في معسكر البوليس المسلح بعد الاستقلال، حيث ظهر انحياز منتسبيه إلى جانب الثورة والفدائيين، فامتد التمرد إلى ثلاثة معسكرات أخرى هي: معسكر ليك (لاحقاً، معسكر الشهيد عبد القوي)، معسكر شامبيون (لاحقاً، معسكر النصر) و«معسكر الشعب» في مدينة الاتحاد.
الأمر الذي اضطر سلطات الاحتلال إلى جلب المزيد من القوات البريطانية لاقتحام المدينة ولكنها فشلت رغم تكرار المحاولة، ولم تتمكن من دخولها إلا بعد أن أخلاها الفدائيون في 4 يوليو 1967، ليتوج الجيش مواقفه بعد ذلك بانحيازه الكامل والعلني لقيادة ثورة 14 أكتوبر المسلحة، ويحسم الصراع على السلطة الذي كان دمويا بين مناضلي الجبهتين الجبهة القومية للتحرير وجبهة تحرير جنوب اليمن المحتل، ثم تحقيق الهدف الأسمى وهو انتزاع الاستقلال في 30 نوفمبر 1967.
ورث النظام الماركسي مؤسسة جيش محترف أشرفت على إعداده وتدريبه جيدا السلطة الاستعمارية البريطانية التي حكمت جنوب اليمن حتى نجاح ثورة 14 أكتوبر عام 1967. ورغم ذلك نجح الماركسيون في إحكام السيطرة على الجيش، خاصة بعد إبعاد كبار الضباط القدامى والعناصر غير الموالية، وتمكنوا من بناء جيش بمساعدة الاتحاد السوفيتي حتى صار أقوى جيش في المنطقة،[بحاجة لمصدر] وخاض حرب حدودية مع اليمن الشمالي عام 1972 وحرب 1979.
لكن هذا الجيش أصابته لعنة الخلافات داخل الحزب الحاكم في عدن وتنافس قياداته على السلطة، فعرف انشقاقات خطيرة بدأت عام 1978 بالانقلاب على الرئيس السابق سالم ربيع علي،  وتكررت بعد أشهر قليلة من النجاحات العسكرية التي حققها في الحرب الحدودية عام 1979، حتى حدث الانفجار الكبير داخل الحزب الحاكم في عدن عام 1986 ، وأصاب الجيش نفسه الذي انقسم بين المتقاتلين، ونزح الآلاف من كوادره إلى الشمال بعد هزيمتهم في المعارك، والتحقوا بعد ذلك بصفوف القوات الموالية للرئيس السابق علي عبد الله صالح، وساندوا جيش الوحدة في الحرب ضد رفاقهم السابقين عام 1994 في الحرب على الانفصاليين. وفي طليعة هؤلاء برزت مجموعة مثل عبد ربه منصور هادي الذي أصبح وزير الدفاع آنذاك، ورئيس الأركان عبد الله عليوة، واللواء سالم قطن. كان تفكك وانهيار جيش الحزب الاشتراكي الحاكم في عدن حتميا بسبب الخلافات الداخليه بين الحزب مع هزيمته في حرب 1994، فقد نزح كثيرون إلى خارج اليمن، وترك آخرون الخدمة أو أحيلوا إلى التقاعد، وتم إدماج البقية في الجيش المنتصر، وتوحد الجيشان اليمنيان للمرة الأولى ولكن تحت قيادة ذات لون سياسي واحد، تهيمن عليه أغلبية قبلية ومناطقية تدين بالولاء للرئيس صالح وأقاربه. أحيل قاده عسكريين كبار من الجيش الجنوبي عقب تفككه وسرح مئات الآلاف من الجنود والموضفين في الدولة وأحيلوا إلى التقاعد، ظهرت عام 2007 جماعات الحراك الجنوبي احتجاجا على سوء أوضاعهم المعيشية، رافعين شعار القضية الجنوبية، ومطالبين بالانفصال.

## السياسة
كان الحزب الاشتراكي هو الحزب السياسي الوحيد المعترف به في البلاد، وأدار البلاد سياسيا واقتصاديا على طول الخطوط الماركسية الموصوفة ذاتيًا، على غرار الاتحاد السوفيتي.
منحت الحكومة الاشتراكية المرأة حقوقا قانونية متساوية مع الرجل وتم تشجيعها على العمل في الأماكن العامة، وحظرت الحكومة كل من تعدد الزوجات وزواج الأطفال والزواج المدبر. حاولت الحكومة إنشاء مجتمع ماركسي لينيني علماني يحكمه أولاً الجبهة القومية للتحرير، والتي تحولت لاحقًا إلى الحزب الاشتراكي اليمني الحاكم. تلقت الدولة الماركسية-اللينينية الوحيدة في الشرق الأوسط، مساعدات خارجية كبيرة خاصة من الاتحاد السوفيتي وألمانيا الشرقية، اللتين وضعتا عدة مئات من ضباط الشتازي في البلاد لتدريب الشرطة السرية وإنشاء طريق لتهريب الأسلحة إلى فلسطين. لم يغادر الألمان الشرقيين حتى عام 1990، عندما رفضت الحكومة اليمنية دفع رواتبهم التي تم إنهاؤها بحل الشتازي أثناء إعادة توحيد ألمانيا.
اعتمد الدستور بناءً على اقتراع شعبي، فكان على رأس الدولة مجلس الشعب الأعلى الذي عين أعضاءه من القيادة العامة للجبهة القومية للتحرير في عام 1971، وكان في عدن نظام قضائي مع محكمة عليا.
كان في اليمن الجنوبي نظام ضريبي عام، وكان مدخوله يدفع عن تكلفة التعليم. لم تكن هناك أزمة سكن في جنوب اليمن. كانت المساكن الفائضة التي بناها البريطانيون تعني أن هناك عددًا قليلاً من المشردين في عدن، وقام الناس ببناء منازلهم من اللبن والطين في المناطق الريفية. [بحاجة لمصدر]

## الرياضة
في عام 1976، شارك منتخب جنوب اليمن لكرة القدم في كأس آسيا حيث خسر أمام منتخب العراق بنتيجة 1-0 ولمنتخب إيران بنتيجة 8-0. لم يشارك المنتخب الجنوبي في كأس العالم طوال تاريخه حيث أقصي من الدور الأول للتصفيات على يد البحرين. لعب المنتخب الجنوبي أول مباراة دولية له ضد منتخب الجمهورية العربية المتحدة في 2 سبتمبر، 1965 حيث خسر بنتيجة 14-0. آخر مباراة دولية له ضد منتخب غينيا في 5 نوفمبر، 1989 حيث خسر بنتيجة 1-0. توقف الفريق عن المشاركة بعد الوحدة عام 1990 لتشكيل الدولة اليمنية.
في عام 1988، ظهر فريق اليمن الجنوبي الأولمبي لأول مرة دورة الألعاب الأولمبية الصيفية في سيول. حيث تكون الفريق من ثمانية رياضيين ولم يربح أي ميدالية. وكانت المرة الأولى والأخيرة التي ذهب بها فريق اليمن الجنوبي لأي أولمبياد حتى الوحدة عام 1990.

## التقسيم الإداري

### خلفية
حينما احتلت بريطانيا عدن واستولت عليها سنة 1839 لم تركن إلى حصانة عدن ومناعتها وحدها ولا قوة بريطانيا العسكرية فيها ولكنها اخذت تمد نفوذها إلى مناطق شاسعة من الجنوب فاستولت على ما أسمته فيما بعد بـ «المحميات التسع» التابعة لمستعمرة عدن بأعتبار ما كانت عليه حتى 1880، وبعد هذا التاريخ بسطت حمايتها فيما بعد على كثير من المناطق المجاورة الأخرى بين مشيخة وإمارة وسلطنة عن طريق مشائخها وأمرائها الذين ارتبطت معهم بإحلاف ومعاهدات وربطتهم بحكومة عدن، وجعلت من كياناتها شبه مستقلها عن بعضها البعض، وتغيرت تباعاً مسمياتها من مخاليف إلى إمارات وسلطنات، لتكون حصوناً لحماية مستعمرة عدن، وصارت تدعى المحميات الغربية والشرقية، فالمحميات الغربية هي: سلطنة لحج ومركزها الحوطة، ويتبعها سلطنة الصبيحة ومركزها طور الباحة، وسلطنة الحواشب ومركزها المسيمير. ثم سلطنة الفضلي (مخلاف أبين)، وكان مركزها شقرة، ثم زنجبار ويافع العليا ومركزها المحجبة، ويافع السفلى ومركزها القارة، والعوالق العليا ومركزها نصاب، والعوالق السفلى ومركزها أحور ثم المحفد، وكانت العوالق العليا والسفلى تدعى «مخلاف أحور»، وبيحان ومركزها بيحان القصاب، ومشيخة العواذي ومركزها زارة، ومشيخة دثينة ومركزها مودية، وإمارة الضالع ومركزها الضالع.
والمحميات الشرقية هي: سلطنة الواحدي ومركزها بئر علي وأحياناً تنقل إلى حبان، وسلطنة الكثيري ومركزها سيئون وسلطنة القعيطي ومركزها المكلا وسلطنة المهرة ومركزها قشن.

### المحافظات
حينما استقل الجنوب من الإنجليز في 1967 ألغيت التقسيمات القديمة التي استحدثها البريطانيون وقسمت الدولة إلى ست محافظات مقسمة إلى مديريات وأعطي لكل منها رقم وذلك من عام 1967 وحتى 1978 فكانت كالتالي:
- المحافظة الأولى: عدن (العاصمة)، وضواحيها: المعلا، التواهي، الشيخ عثمان والبريقة، عمران، رأس العارة، دار سعد، العماد، جزيرة سقطرى.
- المحافظة الثانية: لحج، الصبيحة، الحواشب، الضالع، ردفان، الشعيب.
- المحافظة الثالثة: أبين، أحور، دثينة، العواذل، يافع.
- المحافظة الرابعة: بيحان، بير علي، شبوة، عربة العوالق، وادي جردان، وادي عزان، حبان، وادي ميفعة.
- المحافظة الخامسة: وادي دوعن، وادي حجر، وادي المسيلة، وادي حضرموت، الكرب، الصيعر، المناهيل، الشحر.
- المحافظة السادسة: المهرة.

ثم استبدلت في 1979 بأسماء عربية كالتالي: محافظة عدن، محافظة لحج، محافظة أبين، محافظة شبوة، محافظة حضرموت، محافظة المهرة. وقد ألحق الضالع بمحافظة لحج، كما ألحقت بيحان بشبوة والعوالق بأبين. أما بعد الوحدة اليمنية، فقد سميت الناحية ب«المديرية» وعاملها بمدير المديرية.
| الرقم | المحافظة | المساحة (كم²) | العاصمة | تقسيم المحافظات (1967 - 1978) |
| ----- | -------- | ------------- | ------- | ----------------------------- |
| 1     | عدن      | 6,980         | عدن     | تقسيم المحافظات (1967 - 1978) |
| 2     | لحج      | 12,766        | الحوطة  | تقسيم المحافظات (1967 - 1978) |
| 3     | أبين     | 21,489        | زنجبار  | تقسيم المحافظات (1967 - 1978) |
| 4     | شبوة     | 73,908        | عتق     | تقسيم المحافظات (1967 - 1978) |
| 5     | حضرموت   | 155,376       | المكلا  | تقسيم المحافظات (1967 - 1978) |
| 6     | المهرة   | 66,350        | الغيضة  | تقسيم المحافظات (1967 - 1978) |

## الاقتصاد
كان هناك القليل من الإنتاج الصناعي، أو استغلال الثروة المعدنية، حتى منتصف الثمانينيات، بعد اكتشاف احتياطيات نفطية كبيرة في المناطق الوسطى بالقرب من شبام والمكلا. كانت المصادر الرئيسية للدخل هي الزراعة، وخاصة الفاكهة ومحاصيل الحبوب والماشية والأغنام وصيد الأسماك وبعد ذلك صادرات النفط.
بلغت الميزانية الوطنية 13.43 مليون دينار عام 1976، وبلغ الناتج القومي الإجمالي 150 مليون دولار أمريكي. وبلغ إجمالي الدين القومي 52.4 مليون دولار.

## الخطوط الجوية

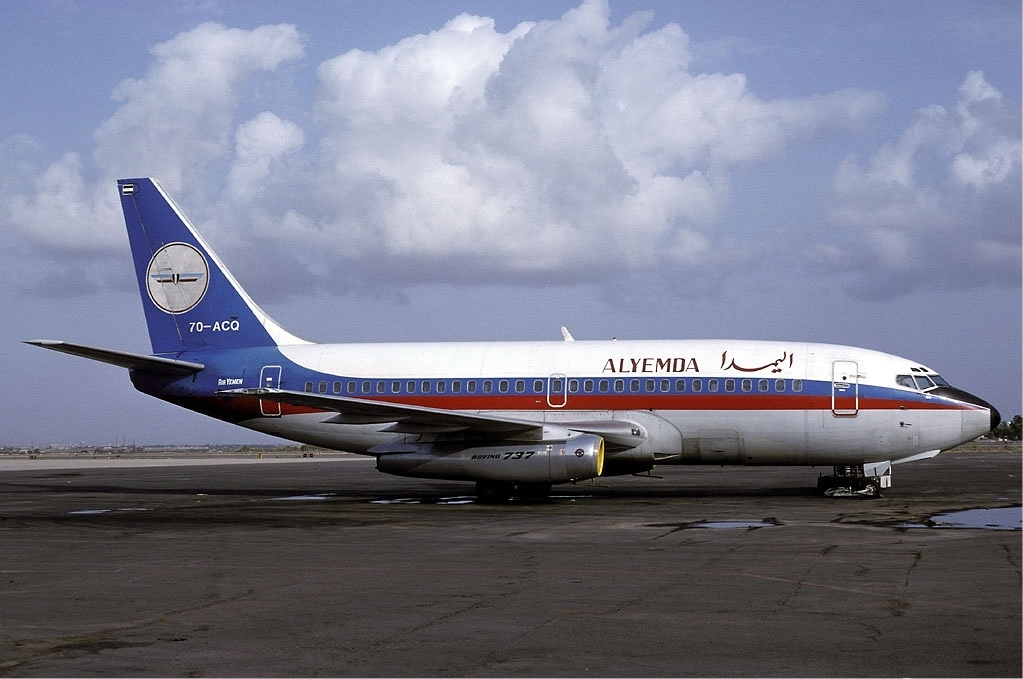
طائرة للخطوط الجوية اليمدا

شركات الطيران التالية عملت في جمهورية اليمن الديمقراطية الشعبية:
- خطوط عدن الجوية[52] (1949-1967). توقفت عن العمل في 30 يونيو بعد الانسحاب البريطاني.
- اليمدا - الخطوط الجوية لجمهورية اليمن الديمقراطية (1961-1996). اندمجت مع شركة الطيران في الشمال تحت مسمى الخطوط اليمنية وفي 1997 غُيِّرَ اسمها إلى شركة الخطوط الجوية اليمنية.

## قائمة الحكام
| م                                | الاسم              | بداية الفترة   | نهاية الفترة  |
| -------------------------------- | ------------------ | -------------- | ------------- |
| 1                                | قحطان الشعبي       | 30 نوفمبر 1967 | 22 يونيو 1969 |
| 2                                | سالم ربيع علي      | 22 يونيو 1969  | 23 يونيو 1979 |
| 3                                | عبد الفتاح إسماعيل | 23 يونيو 1979  | 20 أبريل 1980 |
| 4                                | علي ناصر محمد      | 20 أبريل 1980  | 13 يناير 1986 |
| 5                                | علي سالم البيض     | 22 يناير 1986  | 22 مايو 1990  |
| قيام الوحدة اليمنية 22 مايو 1990 |                    |                |               |

| م                                | الاسم               | بداية الفترة   | نهاية الفترة   |
| -------------------------------- | ------------------- | -------------- | -------------- |
| 1                                | فيصل الشعبي         | 6 أبريل 1969   | 22 يونيو 1969  |
| 2                                | محمد علي هيثم       | 23 يونيو 1969  | 2 أغسطس 1971   |
| 3                                | علي ناصر محمد       | 2 أغسطس 1971   | 14 فبراير 1985 |
| 4                                | حيدر أبو بكر العطاس | 14 فبراير 1985 | 8 فبراير 1986  |
| 5                                | ياسين سعيد نعمان    | 8 فبراير 1986  | 22 مايو 1990   |
| قيام الوحدة اليمنية 22 مايو 1990 |                     |                |                |